# Jules de Lasteyrie
Adrien Jules Lasteyrie du Saillant, né le 29 octobre 1810 à Courpalay (Seine-et-Marne) et mort le  14 novembre 1883 à Paris, est un journaliste, écrivain et homme politique français.

## Biographie
Jules de Lasteyrie, issu de la famille de Lasteyrie, est le petit-fils en ligne maternelle du général La Fayette.
Après ses études, il entre au service de Pierre Ier du Brésil et participe à l'expédition qui expulse Michel Ier du Portugal.
En 1846, il épouse Olivia, fille de Louis de Rohan-Chabot, aide de camp du roi Louis Philippe Ier, et de son épouse Isabella Fitzgerald, irlandaise fille du 2e comte de Leinster et dame d'honneur de l'épouse du roi Louis Philippe.

## Carrière politique
Fervent orléaniste, il est député de Seine-et-Marne de 1841 à 1848 ; sous la Seconde République, il est élu en 1848 et 1849 à l'Assemblée nationale.
Comme son cousin Ferdinand Charles Léon de Lasteyrie, il dénonce le coup d'État du 2 décembre 1851. Sous le Second Empire, il publie un ouvrage critique : Histoire de la liberté politique en France.
Réélu député de Seine-et-Marne en 1871, il fait partie des sénateurs inamovibles élus en 1875.